# Sadów
Sadów is een dorp in de Poolse woiwodschap Silezië. De plaats maakt deel uit van de gemeente Koszęcin en telt 1400 inwoners.

## Geboren
- Anna Maria Tauscher (1855 - 1938), religieuze